# Nadieżda Alochina
Nadieżda Alochina (dawniej Bażenowa, ur. 22 września 1978) – rosyjska lekkoatletka, trójskoczkini.

## Osiągnięcia
- 4. miejsce podczas halowych mistrzostw Europy (Wiedeń 2002)
- brązowy medal Uniwersjady (Izmir 2005)
- wielokrotna mistrzyni kraju[1][2]

## Rekordy życiowe
- trójskok - 15,14 (2009) najlepszy wynik na świecie w 2009
- trójskok (hala) - 14,65 (2002)